# Rohmasse
Als Rohmasse bezeichnet man in der Lebensmittelherstellung die Masse, aus der später das fertige Lebensmittel hergestellt wird.
Zum Beispiel besteht die Rohmasse von Milchschokolade aus Milch, Kakao, Lecithine und Zucker. Oft ist aus Gründen der Reifung die Rohmasse eine sogenannte „Primäre Rohmasse“, zum Beispiel ein Käselaib oder Wurstmasse, bei der die herzustellende Wurst erst noch geräuchert werden muss.
Siehe auch: Marzipanrohmasse